# Christoph Sulzbach
Christoph August Sulzbach, född 20 juli 1919 i München, död 1 april 2010 i Stockholm, var en tysk-svensk litograf, skulptör och tecknare.
Han var son till jur. dr. Ernst Sulzbach och Kerstin Strindberg (dotter till August Strindberg) och från 1947 gift med Gudrun Marianne Olsbo. Han utbildade sig under sex år till litograf och studerade konst för Karl Helbig i Stockholm. Han kom till Sverige under andra världskriget och medverkade i utställningen Konstnärer i landsflykt som visades i Stockholm 1944. Hans konst består av skulpturer i trä eller gips samt teckningar.